# John Adshead
John Adshead (27 marzo 1942) è un allenatore di calcio ed ex calciatore inglese.
Da commissario tecnico guidò la Nuova Zelanda alla prima qualificazione di sempre alla fase finale del campionato mondiale di calcio, in Spagna nel 1982

## Carriera

### Giocatore
Esordì in campionato con la maglia dell'Exeter City. La sua carriera da calciatore finì a 22 anni.

### Allenatore
Da tecnico cominciò ad allenare nel 1970 in Australia e dopo sei anni, nel 1976, si trasferì in Nuova Zelanda, nel Manurewa, vicino ad Auckland, e vinse 6 trofei tra cui la Chattam Cup.
Nel 1979 venne chiamato ad allenare la Nazionale neozelandese e centrò una storica qualificazione alla fase finale del Campionato mondiale di calcio 1982 battendo nello spareggio la Cina per 2-1.
Lasciata la Nazionale nel 1983, smise di allenare per alcune stagioni e fece ritorno in Nazionale nel 1987. Dopo aver fallito la qualificazione ai Campionato mondiale di calcio 1990 ad opera della Nazionale israeliana tornò ad allenare in Australia a Perth e successivamente andò ad allenare in Oman, prima di far ritorno in Nuova Zelanda con il New Zealand Knights nel 2005-2006, un'esperienza tutt'altro che positiva.
Nel 2006 dopo il fallimento decise di ritirarsi dal mondo del calcio.